# Пашилайчяй
Пашила́йчай (лит. Pašilaičiai) — спальный район на севере Вильнюса, Литва.

## Общая характеристика
Район построен в советское время. Архитекторы — К. Баленас и Г. Балениене, главный инженер проекта — Л. П Оджецкене. Территория входит в состав Пашилайчской сянюнии (староства). Территория сянюнии занимает 8,2 км кв. Количество жителей — около 32 тысяч. Первые жители заселились в 1986 году.
Район состоит из 4 микрорайонов, 3 из них (Жяминос, Медейнос и Габийос) окружают кольцевые дороги, что обеспечивает доступность подъезда к каждой группе домов. В центре улицы Жяминос находится фонтан, который с 4 сторон обрамляют насыпные холмы. Вертикальными акцентами микрорайонов являются четыре 16-этажных жилых здания.
В центре района изначально был расположен единственный большой торговый центр, однако теперь  появились новые современные магазины торговых сетей MAXIMA, RIMI, IKI, Lidl. В каждом из микрорайонов построены по два детских сада и одной школе (две  литовские школы и одна русская — гимназия имени А. С. Пушкина).
В район с других концов города можно добраться как на автобусе, так и на троллейбусе. С вокзала на троллейбусе № 16 за 40-45 минут. От центра  города до района 10-15 минут езды по улице Укмергес.